# Batman: Az Arkham ostroma
A Batman: Az Arkham ostroma (eredeti cím: Batman: Assault on Arkham) 2014-es amerikai animációs videófilm. A filmet Jay Oliva és Ethan Spaulding rendezte Heath Corson forgatókönyvéből.
Az Amerikai Egyesült Államokban 2014. augusztus 12-én jelent meg DVD-n, Magyarországon 2015. június 20-án adta le az HBO először.
A film a Batman: Arkham játékfranchise világába tartozik, a történet az Arkham Origins után játszódik, 2 évvel az Arkham Asylum történései előtt. A főszerepben az Öngyilkos osztag nevű csapat van, részben ezt a filmet vették alapul a róluk szóló 2016-os Suicide Squad – Öngyilkos osztag című filmhez.

## Cselekmény
A kormánynak dolgozó Amanda Waller épp Rébusz elkapásán dolgozik, csakhogy Batman megelőzi és az Arkham Elmegyógyintézetbe viteti. Waller összehívja hát az X Különítményt (avagy az Öngyilkos osztagot): egy csapatot, akiket elitéltekből válogattak össze. A Céllövőből, Harley Quinnből, Cápakirályból, Bumeráng kapitányból, Fekete Pókból, Gyilkos Fagyból és KGBestiából álló csapatnak be kell törnie az Arkhamba, hogy megszerezzék a Rébusznál lévő titkos anyagokat, melyek közt az ő dokumentumaik is szerepelnek. Ha bármilyen ellenállás tanúsítanak vagy szökni próbálnak akkor a nyakukba épített detonátort felrobbantják - amit rögtön prezentál az ellenálló KGBestián. A csapat - melynek tagjai ki nem állhatják egymást - tehát betör a helyre a Pingvin közreműködésével, ahol viszont jóval nehezebb dolguk lesz, és arra is rájönnek, hogy talán végig átverték őket. Időközben Batman is az Arkhamba indul nyomozni, ugyanis a Joker valahol egy bombát rejtett el és csak arra vár, hogy kiszabaduljon és aktiválja.

## Szereplők
| Szereplő                            | Eredeti hang        | Magyar hang     |
| ----------------------------------- | ------------------- | --------------- |
| Bruce Wayne / Batman                | Kevin Conroy        | Welker Gábor    |
| Floyd Lawton / Céllövő              | Neil McDonough      | Varga Gábor     |
| Harleen Quinzel / Harley Quinn      | Hynden Walch        | Dögei Éva       |
| Edward Nigma / Rébusz               | Matthew Gray Gubler | Bozsó Péter     |
| Joker                               | Troy Baker          | Kerekes József  |
| James Gordon                        | Chris Cox           | Kárpáti Levente |
| Nanaue / Cápakirály                 | John DiMaggio       | Bognár Tamás    |
| George Harkness / Bumeráng kapitány | Greg Ellis          | Jakab Csaba     |
| Eric Needham / Fekete Pók           | Giancarlo Esposito  | Varga Rókus     |
| Louise Lincoln / Gyilkos Fagy       | Jennifer Hale       | Zakariás Éva    |
| Alfred Pennyworth                   | Martin Jarvis       | Rosta Sándor    |
| Oswald Cobblepot / Pingvin          | Nolan North         | Kassai Károly   |
| Anatolij Knyazev / KGBestia         | Nolan North         | Bolla Róbert    |
| Amanda Waller                       | C.C.H. Pounder      | Márton Eszter   |

## Filmzene
A film hivatalos zenéjét Robert J. Kral szerezte, a zenei albumot a WaterTower Music adta ki 2014. július 30-án.
| Sz. | Cím                                             | Hossz |
| --- | ----------------------------------------------- | ----- |
| 1.  | "Nigma's Confrontation / It's Batman"           | 3:10  |
| 2.  | "Criminal Montage"                              | 3:06  |
| 3.  | "Task Force Indoctrination"                     | 2:41  |
| 4.  | "Dropping Down"                                 | 2:00  |
| 5.  | "Gearing Up / Beer Room Challange"              | 1:51  |
| 6.  | "Harley Arrested to Arkham"                     | 3:01  |
| 7.  | "Infiltrating Arkham & Joker Assault"           | 5:33  |
| 8.  | "Killer Fros's Kiss & Black Spider's Microwave" | 1:59  |
| 9.  | "Harley Bait & King Shark's Work"               | 1:27  |
| 10. | "Suicide Squad in the Big House"                | 3:44  |
| 11. | "Batman's Gotham & Property Room Access"        | 2:59  |
| 12. | "Batman Fights Suicide Squad"                   | 2:12  |
| 13. | "Joker's Out / Suicide Squad vs. SCU"           | 3:34  |
| 14. | "Joker Attacks Batman"                          | 1:40  |
| 15. | "Prisoners Released"                            | 2:45  |
| 16. | "Chopper Fight / Poison Ivy / The Batplane"     | 2:03  |
| 17. | "Chopper Crash"                                 | 2:24  |
| 18. | "Final Confrontations"                          | 2:08  |
| 10. | "Batman: Assault on Arkham End Credits"         | 3:04  |

## Érdekességek
- A film elején, amikor az osztag tagjait mutatják be Harley Queen éppen az Újabb bolondos dallamokat nézi.
- A magyar szinkronban Harley Quinn Puddin'-ját - a karakter több helyen is így szólítja néha Jokert - pudingnak ejtik.